# Jequiá Iate Clube
O Jequiá Iate Clube é um  clube esportivo e náutico da Ilha do Governador, cidade do Rio de Janeiro, no Brasil. Foi fundado em 19 de dezembro de 1919. Suas cores são o azul e o branco. O clube foi fundando originalmente como Jequiá Football Club, posteriormente Jequiá Esporte Clube. 

## Modalidades
O clube se destaca em esportes como Basquete, Jiu-jitsu, Judô, Luta Olímpica estilo livre e greco-romana, Taekwondo e outros esportes. Seu atual Comodoro é Augusto Martins Monteiro, o Augusto Jequiá.

### Futebol e Futsal
O clube disputou algumas competições amadoras, como a segunda divisão da LCF, em 1933 (desistindo de participar do torneio da LMDT), e finalmente, o Campeonato Carioca de 1936, da Liga Carioca de Futebol (LCF) mas posteriormente abandonou o futebol profissional, tendo participação mediana na competição, com 3 vitórias e 12 derrotas, com 24 gols marcados e 53 sofridos. Guilherme Ferreira Pinto, o Negueba, foi jogador de futsal do Jequiá Iate Clube antes tendo passado também pelo futsal do Jacarepaguá Tênis Clube, passou pelas divisões de base do futebol de campo do Flamengo e chegou ao profissionalismo no mesmo Flamengo.

### Jiu-Jitsu
O Clube conta em suas instalações a Equipe DG Jiu Jitsu do Professor Alexandre Guaraná, que tem como lema os benefícios do Jiu Jitsu como arte marcial e modalidade esportiva, 
para o professor os benefícios ao indivíduo são muitos, tanto no plano físico como no psicológico, uma luta que exige muita concentração ao oponente e respostas rápidas do corpo, além do espírito de competitividade e superação. Enganam-se aqueles que pensam que o praticante de Jiu Jitsu será bom de briga, a estrutura familiar e a índole do indivíduo definem sua tendência à violência, de fato um esportista acaba tendo vantagem por ter uma técnica e físico mais preparados, mas a violência vem do interior. Os grandes campeões se destacam não pela força física, mas pela técnica, treinamento e comprometimento com o esporte.

### Judô
Em 2010, o Jequiá conquistou o Campeonato Carioca Circuito Alto Rendimento, disputado no Centro de Treinamento da Federação de Judô do Estado do Rio de Janeiro. O evento teve a participação de aproximadamente 600 atletas, o Jequiá faturou 12 medalhas de ouro, seguido pelo Instituto Reação com 11 e Universidade Castelo Branco com 10, um dos destaques da equipe foi a atleta da seleção brasileira Deborah Souza, campeã na categoria até 78kg. 
Em 2012, o Jequiá em parceria com a Umbra conquistou o Circuito Nova Geração da FJERJ com 23 medalhas de ouro, seguido pelo Vale Ouro com 16 e Clube de Regatas do Flamengo com 14. Em 2015 a parceria Jequiá Iate Cube/Santa Mônica Centro Educacional/Academia Ápice se sagrou campeão estadual por equipes com 20 medalhas de ouro, em segundo ficou o Umbra com 12, o Judo Clube REN-SEI-KAN ficou em terceiro também com 12.

### Luta
Nos anos de 2008, 2009 e 2010 o Jequiá Iate Clube teve grande destaque no Rio de Janeiro se sagrando tricampeão  estadual de Lutas Associadas, competição que conta com as modalidades Luta Olímpica Estilo Greco-Romana, Luta Olímpica Estilo Livre Masculina e Luta Olímpica Estilo Livre Feminina.

### Basquete
Em setembro de 1972 o Jequiá iniciou seus trabalhos  no basquete. A história se iniciou com as categorias de base a partir de escolinha de basquete e aproveitando o trabalho realizado pelos Professores João Paulo, o Seu Paulo , no antigo Colégio Filgueiras, e Nei, no Colégio Lemos Cunha. Em março de 1973, o Jequiá, que é um dos fundadores da FBERJ, volta em definitivo para disputar as categorias de base de então, infantil, infanto-juvenil e juvenil. Daí em diante o Jequiá tem participado todos os anos das  competições com equipes nas categorias de base. Um motivo de orgulho e alegria para todos que ajudaram a construir esta história de mais de 40 anos desse clube da Ilha do Governador.
Atualmente a direção de basquete é exercida por Daniel Riente, ex-atleta do clube, disputando várias competições das categorias de base nos estaduais de basquete do Rio de Janeiro em 2015.
Teve importantes conquistas no basquete masculino de base e adulto na 1ª divisão da FBERJ como: 
- Campeão estadual no Infantil em 1981
- Campeão estadual no Júnior em 1982
- Vice-campeão estadual no Infanto-Juvenil em 1983
- Campeão estadual no Infanto-Juvenil em 1984
- Vice-campeão estadual no Pré-Mirim em 1986
- Vice-campeão estadual no Mirim em 1986
- Campeão estadual no Mirim em 1987
- Vice-campeão estadual no Infantil em 1989
- Vice-campeão estadual no Mirim em 1997
- Vice-campeão estadual no Infantil em 1997
- Vice-campeão estadual no Infantil em 1999
- Vice-campeão estadual no Infanto-Juvenil em 2000
- Vice-campeão do Torneio Início Juvenil 2005
- Campeão estadual no Pré-Mirim em 2008

- Vice-campeão do Campeonato Municipal Adulto 1980
- Vice-campeão da Taça Guanabara Adulto 1980
- Campeão do Torneio Dr.Álvaro Bragança Adulto 1981
- Vice-campeão da Taça Kanela Adulto 1983
- Vice-campeão da Taça Kanela Adulto 1995
- Vice-campeão do Rio Open Adulto 2004

O basquete do Jequiá Iate Clube disputou o Campeonato Estadual 2016 da Federação de Basquetebol do Rio de Janeiro (FBERJ) em várias categorias:
- Mirim (Atualmente Sub-13) Masculino - 7° lugar
- Sub-14 Masculino - 7° lugar
- Infantil (Atualmente Sub-15) Masculino - 8° lugar
- Infanto Juvenil (Atualmente Sub-17) Masculino - 8° lugar
- Juvenil (Atualmente Sub-19) Masculino -  Não disputou
- Torneio Carioca Adulto Masculino - 4° lugar
- Campeonato Estadual Adulto Feminino - Não disputou

O Jequiá Basquete disputou a competição Master + 35 da Liga Super Basketball 2014 e se sagrou Vice-campeão da competição. 
Em 2015, o Jequiá voltou a disputar esta competição, tendo que ter sido composto de atletas nascidos no ano de 1980 e em todos anos anteriores, não havendo idade limite máxima. Atletas nascidos em 1980, mas que ainda não tinham completado 35 anos durante a competição puderam participar da categoria em que o Jequiá numa campanha invicta se sagrou Campeão da competição. Em 2016 o jequiá se sagrou  Campeão na categoria  + 40 e vice campeão na categoria  Adulto Liga A na Liga Super Basketball, em 2017 o Jequiá se sagrou Campeão nas categorias + 40 e + 45 da Liga Super Basketball, já em 2018 o Jequiá se sagrou Campeão na categoria + 40 da Liga Super Basketball.